# كريستيان أوزفالدو غونزاليس
كريستيان أوزفالدو غونزاليس (بالإسبانية: Cristian Osvaldo González)‏ (26 فبراير 1998 في المكسيك - ) هو لاعب كرة قدم مكسيكي في مركز الدفاع.

## وصلات خارجية
- كريستيان أوزفالدو غونزاليس على موقع قاعدة بيانات كرة القدم.إي يو (الإنجليزية)
- كريستيان أوزفالدو غونزاليس على موقع Soccerway.com (الإنجليزية)